# Commedia cringe

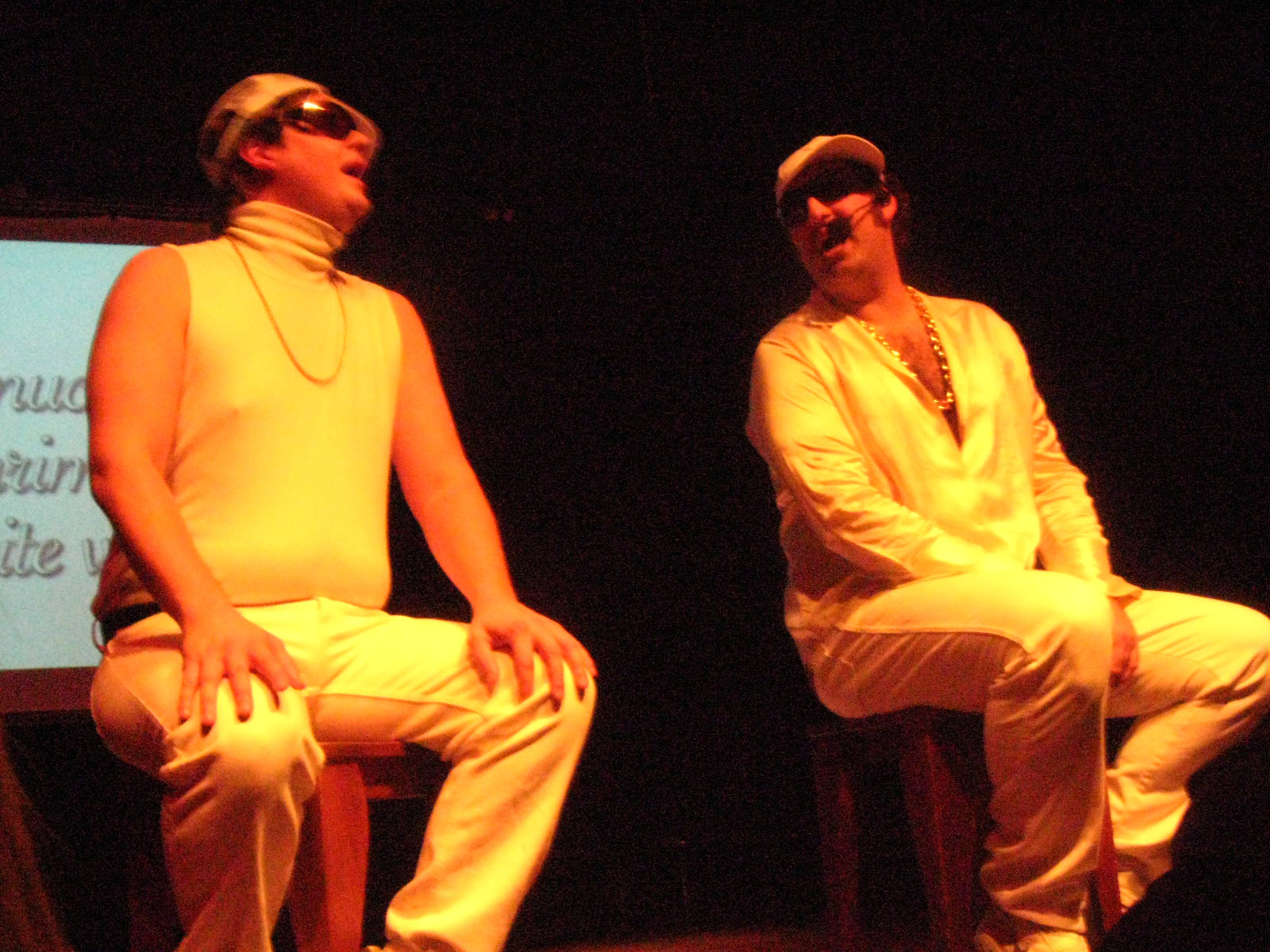
Il duo Tim & Eric è noto per il suo umorismo surreale e intenzionalmente imbarazzante.

La cringe comedy (in italiano, anche chiamata commedia cringe, commedia dell'imbarazzo o commedia del disagio) è un sottogenere della commedia che trova il suo umorismo nell'imbarazzo sociale, nel piacere proibito, nell'autoironia, nell'umorismo idiosincratico e nel disagio personale. Un esempio tipico di questo genere sono gli pseudo-reality, spesso realizzati in stile falso documentario. Questi format si svolgono in contesti seri, come l'ambiente lavorativo, per dare alla narrazione un tono più realistico.
I protagonisti sono spesso personaggi egotisti che superano i limiti del politicamente corretto e infrangono le norme sociali. Il fulcro della commedia sta nel mettere in ridicolo questi personaggi, che rimangono ignari della loro visione egocentrica o dell'umiliazione che subiscono. In alcuni casi, i protagonisti, pur essendo poco amabili, non affrontano alcuna conseguenza per le loro azioni, cosa che va contro le aspettative morali del pubblico e accentua il senso di imbarazzo.

## Teoria
Il teorico dell'umorismo Noël Carroll spiega questo tipo di comicità in relazione alla teoria dell'incongruenza e al senso di fastidio:
Immaginate le posate disposte per una cena formale. Supponete che la forchetta per l'insalata sia nel posto sbagliato. Se siete il tipo di persona che si lascia disturbare da queste deviazioni della norma, non sarete in grado di trovare la situazione divertente. Al contrario, se siete più flessibili riguardo a queste questioni e consapevoli dell'incongruenza, potreste trovarla divertente. In altre parole, potreste considerare l'errore buffo o meno. Tuttavia, se lo trovate davvero divertente, non potrete considerarlo fastidioso.

## Esempi
Esempi di programmi televisivi appartenenti al genere della cringe comedy includono:
- Ally McBeal[6]
- Arrested Development
- The Comeback[7][8]
- Crazy Ex-Girlfriend[9][10]
- Cunk on Earth[11]
- Curb Your Enthusiasm[7][8][9]
- Da Ali G Show[7][8]
- Extras[9]
- Fleabag[8][9]
- Flight of the Conchords[12][13]
- Girls[7][9]
- I Think You Should Leave with Tim Robinson
- C'è sempre il sole a Philadelphia
- I'm Alan Partridge
- Cattivissimi amici[14]
- The Inbetweeners[15]
- The Larry Sanders Show[7]
- The Last Man on Earth[9][16]
- Louie[7][9]
- The Mindy Project[2][17]
- Nathan for You
- The Office[2][7][8]
- Parks and Recreation[2]
- Peep Show[18]
- People Just Do Nothing
- Review[7]
- Veep - Vicepresidente incompetente[19]